# 成智勋
成智勋（韩语： Seong Jihoon，1997年8月4日—），韩国男子冰壶运动员，2017年世界青年锦标赛男子金牌得主、2023年泛大陆锦标赛男子银牌得主、2025年亚洲冬季运动会混合双人银牌得主。